# 井上徳命
井上 徳命（いのうえ とくめい、1887年（明治20年）6月11日 - 1966年（昭和41年）5月3日）は、明治末から昭和期の僧侶、教育者、政治家。衆議院議員。旧姓・岡。

## 経歴
佐賀県藤津郡、のちの七浦村（現鹿島市）の関家で生まれる。1904年（明治37年）鹿島中学校（現佐賀県立鹿島高等学校）を卒業後、すぐに鹿児島市和田の妙行寺のおじを頼って来鹿し第七高等学校造士館に入学。1910年（明治43年）7月、東京帝国大学文科大学哲学科（教育学）を卒業した。
佐賀の龍谷中学校（現龍谷中学校・高等学校）で勤務後、のちの出水市、西照寺・井上尽済の養子となる。鹿児島別院副輪番などを務め、出水高等女学校教員、伊作高等女学校長に在任。大谷尊由の勧めで1928年（昭和3年）2月の第16回衆議院議員総選挙で鹿児島県第2区から中立倶楽部所属で立候補したが落選した。その後、私立錦江高等女学校長、西本願寺学務部長、福岡教務所長、西照寺住職などを務めた。
1946年（昭和21年）4月の第22回衆議院議員総選挙で鹿児島県全県区から無所属で出馬して当選し、衆議院議員に1期在任した。この間、協同民主党宗教部長、国民協同党宗教部長などを務めた。その後、1947年（昭和22年）4月の第1回参議院議員通常選挙で鹿児島県地方区から国民協同党公認で立候補したが落選した。
その他、少年保護司、司法保護委員などを務め、出水市で余生を送った。